# Claes Jansz. Visscher
Claes Janszoon Visscher, född 1587, död 1652, var en nederländsk grafiker.
Visscher ärvde ett stort förlagshus för gravyrverk och kartor. Hans egen produktion anslöt sig också till företagets, i det han sysslade dels med topografiska framställningar, dels med realistiska genrebilder. I de senare ankönt han till Hendrick Avercamps och Willem Pietersz. Buytewech och Willem Pietersz. Buytewech.